# Corridor interocéanique de l'isthme de Tehuantepec
Le corridor interocéanique de l'isthme de Tehuantepec ou CIIT, en espagnol Corredor Interoceánico del Istmo de Tehuantepec, est une infrastructure de transport du Mexique constituée d'une ligne de chemin de fer traversant l'isthme de Tehuantepec, entre les villes de Coatzacoalcos au nord sur le littoral du golfe du Mexique et de Salina Cruz au sud sur le littoral pacifique,. Le projet lancé en 2020 est partiellement inauguré en 2023 sous la présidence d'Andrés Manuel López Obrador,. Selon les autorités mexicaines, le CIIT a pour objectif de proposer une alternative au canal de Panama,.

## Infrastructures
Le CIIT se compose notamment du Train Interocéanique, une ligne de chemin de fer de 303 kilomètres de longueur reliant les ports de Salina Cruz et de Coatzacoalcos,. L'ensemble est complété avec des zones industrielles et des parcs économiques.

## Histoire
Le premier convoi de marchandises transportant 900 automobiles de marque Hyundai en provenance de Corée du Sud et à destination des États-Unis est chargé sur un train le 28 mars 2025 au port de Salina Cruz et il arrive au port de Coatzacoalcos le 4 avril.
Une connexion avec le Train Maya est prévue.

## Controverses
Des associations dénoncent les problèmes environnementaux liés à l'exploitation de la ligne de chemin de fer, l'absence de consultation des populations locales, la spéculation immobilière et l'émergence ou la recrudescence de la criminalité, notamment le crime organisé et le trafic d'êtres humains.